# Liêu Quốc Huân
Liêu Quốc Huân (hoặc Liệu Quốc Huân, tiếng Trung: 廖国勋, bính âm: Liào Guó Xūn, tiếng Latinh: Liao Guoxun, tháng 2 năm 1963 – 27 tháng 4 năm 2022) là người Thổ Gia, chính trị gia nước Cộng hòa Nhân dân Trung Hoa. Ông là Ủy viên Ủy ban Kiểm tra Kỷ luật Trung ương khóa XIX, nguyên Phó Bí thư Thành ủy, Bí thư Đảng tổ, Thị trưởng Chính phủ Nhân dân thành phố Thiên Tân; nguyên là Thường vụ Thành ủy, Phó Bí thư Thành ủy, Bí thư Ủy ban Chính trị Pháp luật, Bí thư Ủy ban Kiểm tra Kỷ luật thành phố Thượng Hải, Chủ nhiệm Ủy ban Giám sát thành phố Thượng Hải; Thường vụ Tỉnh ủy, Bộ trưởng Bộ Tổ chức Tỉnh ủy Chiết Giang; Thường vụ Tỉnh ủy, Thư ký trưởng Tỉnh ủy Quý Châu.
Ông là đảng viên Đảng Cộng sản Trung Quốc, học vị Thạc sĩ Kinh tế chính trị học.

## Xuất thân và giáo dục
Liêu Quốc Huân sinh tháng 2 năm 1963 tại thành phố Thành Đô, tỉnh Tứ Xuyên. Ông là người Thổ Gia, một dân tộc thiểu số trong 56 dân tộc Trung Quốc. Ông lớn lên ở quê nhà, theo học phổ thông. Tháng 9 năm 1979, ông thi đỗ đại học, học chuyên ngành Hóa học, Khoa Hóa học của Đại học Sư phạm Quý Dương (贵阳师范学院), nay là Đại học Sư phạm Quý Châu (贵州师范大学). Tháng 8 năm 1983, ông tốt nghiệp Cử nhân chuyên ngành Hóa học. Từ tháng 9 năm 2000 đến tháng 7 năm 2003, ông theo học cao học ban Kinh tế chinh trị học, rồi được tuyển chọn tham gia khóa bồi dưỡng cuối năm 2004 ở Trường Đảng Trung ương Đảng Cộng sản Trung Quốc, nhận bằng Thạc sĩ Kinh tế chính trị học.
Trong sự nghiệp, Liêu Quốc Huân tham các lớp học bồi dưỡng nâng cao trình độ cho lãnh đạo Đảng chính, tổ chức chính quyền địa phương địa cấp thị của Trường Đảng Trung ương cuối năm 2009; học khóa đào tạo và giáo dục tinh thần Đảng toàn quốc lần thứ IV dành cho cán bộ trẻ và trung niên tại Học viện Cán bộ Diên An (延安干部学院); học khóa đào tạo và giáo dục tinh thần Đảng toàn quốc lần thứ V cho cán bộ trẻ và trung niên tại Học viện Cán bộ Tỉnh Cương Sơn (井冈山干部学院). Ông kết nạp Đảng Cộng sản Trung Quốc vào tháng 7 năm 1983.

## Sự nghiệp

### Giáo dục
Liêu Quốc Huân bắt đầu sự nghiệp ở lĩnh vực giáo dục. Tháng 8 năm 1983, sau khi tốt nghiệp đại học, ông được tuyển dụng làm giáo viên hóa học, phân về thành phố cấp huyện Khải Lý, châu tự trị Kiềm Đông Nam, Quý Châu công tác ở trường trung học cơ sở địa phương. Ông vừa là giáo viên, vừa giữ vị trí Phó Bí thư Đoàn trường lúc 20 tuổi. Tháng 3 năm 1985, ông được điều chuyển tới Trường Quản lý dân tộc Kiềm Đông Nam Quý Châu để giảng dạy, giữ chức vị Bí thư Đoàn trường. Ông trải qua hơn hai năm giảng dạy tại trường học phổ thông ở Quý Châu.

### Quý Châu
Tháng 1 năm 1986, Liêu Quốc Huân được chuyển về Đảng ủy châu tự trị Kiềm Đông Nam, trở thành chuyên viên của Bộ Tổ chức Châu ủy, bắt đầu sự nghiệp chính trị. Từ tháng 3 năm 1986 đến tháng 1 năm 1987, ông được phân về huyện Đài Giang, Kiềm Đông Nam, làm Phó Bí thư Đảng ủy hương Lương Điền (nay là trấn Lương Điền, đơn vị cấp hương, trấn). Sau đó, ông lại được điều về trung tâm Kiềm Đông Nam, giữ chức Phó Khoa trưởng Khoa Thư ký rồi Phó Chủ nhiệm Ban Công tác trí tuệ của Bộ Tổ chức Châu ủy giai đoạn 1987 – 1990. Tháng 11 năm 1990, ông được bổ nhiệm là Chủ nhiệm Ban Công tác trí tuệ của Bộ Tổ chức Châu ủy Kiềm Đông Nam. Đến năm 1992, ông được điều về Tỉnh ủy, giữ chức Khoa viên Ban Công tác trí tuệ Bộ Tổ chức Tỉnh ủy Quý Châu năm 1992, Khoa viên Văn phòng Bộ Tổ chức Tỉnh ủy năm 1993. Tháng 11 năm 1994, ông được bổ nhiệm làm Phó Thanh tra viên Văn phòng Bộ Tổ chức Tỉnh ủy rồi Phó Xứ trưởng Xứ Điều phối cán bộ vào tháng 1 năm 1997. Ông được thăng bậc hàm lên Chính xứ – Chính huyện vào tháng 4 năm 1997.
Tháng 12 năm 1998, ông là Trưởng ban Thư ký thứ ba của Văn phòng Tỉnh ủy Quý Châu. Ba năm sau, tháng 12 năm 2001, ông được giao nhiệm vụ Phó Thư ký trưởng Tỉnh ủy Quý Châu, kiêm Trưởng ban Thư ký thứ ba. Giai đoạn này, ông liên tục phụ tá cho các Bí thư Tỉnh ủy Quý Châu Lưu Phương Nhân (刘方仁), Tiền Vận Lục, Thạch Tông Nguyên (石宗源). Tháng 6 năm 2007, ông được bổ nhiệm làm Phó Bí thư Đảng ủy địa cấp thị Đồng Nhân. Đến tháng 5 năm 2008, ông đảm nhiệm chức vụ Bí thư Đảng ủy địa cấp thị, Bí thư thứ nhất Quân ủy phân khu Đồng Nhân tức lãnh đạo toàn diện địa cấp thị Đồng Nhân, hàm Chính sảnh – Chính địa. Tháng 12 năm 2011, Đồng Nhân được tái kiến thiết vị trí hành chính, Liêu Quốc Huân tiếp tục là Bí thư Đảng ủy địa khu. Trong năm năm công tác ở đây, ông đã thúc đẩy mạnh mẽ việc thay đổi phong cách và hiệu quả của tổ chức cán bộ, công vụ viên, thiết lập cơ chế đánh giá rủi ro và xây dựng nền tảng công việc ba trong một, tăng cường tình cảm nhân dân và Đảng, Nhà nước.
Tháng 4 năm 2012, tại Hội nghị toàn tỉnh lần thứ nhất, khóa XI của Tỉnh ủy Quý Châu, Liêu Quốc Quân được bầu làm Thường vụ Tỉnh ủy Quý Châu, cấp hàm Phó tỉnh – Phó bộ. Đến tháng 7, ông được giao chức vụ Thư ký trưởng Tỉnh ủy, công tác hỗ trợ lãnh đạo là Bí thư Quý Châu Lật Chiến Thư và Tỉnh trưởng Quý Châu Triệu Khắc Chí.

### Chiết Giang
Tháng 4 năm 2015, Liêu Quốc Huân thôi công tác ở Quý Châu, được điều chuyển đến Chiết Giang, bổ nhiệm làm Thường vụ Tỉnh ủy, Bộ trưởng Bộ Tổ chức Tỉnh ủy Chiết Giang dưới sự lãnh đạo của Bí thư Chiết Giang Hạ Bảo Long. Từ năm 2014, Tỉnh ủy Chiết Giang đã tổ chức hoạt động tiến cử, lựa chọn và đề bạt cán bộ Đảng giỏi trong toàn tỉnh với đề án Ngàn cán bộ Đảng (千名好支书). Khi nhậm chức phụ trách tổ chức, Liêu Quốc Huân đã yêu cầu các đảng viên và cán bộ của tỉnh tiêu chí:
"Một cán bộ Đảng tốt là một người có tài, có danh, có bản lĩnh, một tiêu chuẩn và là tấm gương phấn đấu với tinh thần vì dân, lãnh đạo, tác phong làm việc đoàn kết, đầy sức mạnh định hướng, những câu chuyện của các đồng chí là tài liệu giảng dạy bổ ích cho công tác giáo dục "Ba nghiêm, ba thực" mà đa số cán bộ đảng viên cần rút kinh nghiệm, phấn đấu vươn lên, được nhân dân yêu mến. Đảng viên tốt, cán bộ tốt".
Về vấn đề lựa chọn cán bộ, Liêu Quốc Huân đề xuất phải rèn luyện cán bộ kiên định, kiên cường chiến đấu, vững vàng nhận thức chính trị, nhận thức tình hình tổng thể, nhận thức cốt lõi, nhận thức về sự liên kết và thực sự hiểu được vấn đề phải liên kết. Trong quá trình học tập và giáo dục, đào tạo và tuyển chọn, quản lý, giám sát, cán bộ Chiết Giang được sắp xếp thực hiện các yêu cầu cũng như định hướng rõ ràng về sự liên kết. Nguyên tắc được đề ra: để trở thành một đảng viên đủ tư cách, điều quan trọng nhất là phải có đủ phẩm chất chính trị, điều cốt yếu là phải có ý thức Đảng; thường xuyên quan sát tình thế, là chìa khóa của thời điểm, là kiên định lúc khó khăn; trở thành người lãnh đạo phát triển, thể hiện phong cách mới vì Nhân dân, hòa hợp với quần chúng nhân dân.

### Thượng Hải
Tháng 12 năm 2016, Liêu Quốc Huân được điều chuyển tới Thượng Hải, bổ nhiệm làm Thường vụ Thành ủy, Chủ nhiệm Ủy ban Kiểm tra Kỷ luật Thành ủy Thượng Hải. Ngày 28 tháng 1 năm 2018, Nhân Đại Thượng Hải họp hội nghị, đã bầu ông giữ chức vụ Chủ nhiệm Ủy ban Giám sát thành phố Thượng Hải. Sau khi bùng phát Đại dịch COVID-19, Liêu Quốc Huân đã chỉ huy Ủy ban Kiểm tra Kỷ luật thành phố Thượng Hải thực hiện chức năng giám sát và đôn đốc các biện pháp phòng ngừa, kiểm soát khác nhau để đảm bảo sự phát triển có trật tự của công việc và sản xuất. Ngày 28 tháng 2 năm 2018, ông được bổ nhiệm làm Phó Bí thư Thành ủy Thượng Hải. Đến tháng 3, ông kiêm nhiệm Bí thư Ủy ban Chính Pháp, Hiệu trưởng Trường Đảng thành phố Thượng Hải, kiêm nhiệm chức vụ Phó Viện trưởng thứ nhất Học viện Cán bộ Phố Đông Thượng Hải, thôi giữ chức Chủ nhiệm Ủy ban Giám sát thành phố. Ông công tác ở Thượng Hải gần bốn năm. Thời kỳ này, năm 2017, ông được bầu làm Ủy viên Ủy ban Kiểm tra Kỷ luật Trung ương Đảng Cộng sản Trung Quốc khóa XIX.

### Thiên Tân
Ngày 31 tháng 8 năm 2020, Trung ương Đảng Cộng sản Trung Quốc quyết định điều chuyển Liêu Quốc Huân từ Thượng Hải tới Thiên Tân, phân công ông giữ chức vụ Phó Bí thư Thành ủy thành phố Thiên Tân, Bí thư Đảng tổ Chính phủ Nhân dân thành phố Thiên Tân, cấp hàm Chính tỉnh – Chính bộ. Ngày 03 tháng 9, tại Hội nghị lần thứ 22 của Ủy ban Thường vụ Nhân Đại Thiên Tân khóa XVII, ông được bầu làm Phó Thị trưởng, Quyền Thị trưởng Thiên Tân. Đến ngày 16 tháng 9 năm 2020, tại kỳ họp thứ tư của Nhân Đại Thiên Tân khóa XVII, ông được bầu làm Thị trưởng Chính phủ Nhân dân thành phố Thiên Tân. Tính đến năm 2020, Liêu Quốc Huân – người Thổ Gia quê quán Trùng Khánh, dành 31 năm sự nghiệp ở Quý Châu, lần lượt công tác ở Chiết Giang, Thượng Hải rồi Thiên Tân. Trong sự nghiệp cho đến lúc trở thành Thị trưởng Thiên Tân, Liêu Quốc Hân có nhiều điểm tương đồng cùng Tỉnh trưởng Cam Túc Nhậm Chấn Hạc, khi cả hai cùng đều là người Thổ Gia, có sự nghiệp thời gian dài ở địa phương, được luân chuyển công tác qua nhiều nơi, đều từng là Bí thư Ủy ban Kiểm tra Kỷ luật cấp Tỉnh ủy, Nhậm Chấn Hạc là người kế nhiệm Liêu Quốc Huân vị trí Bộ trưởng Bộ Tổ chức Tỉnh ủy Chiết Giang. Ngày 27 tháng 4 năm 2022, ông qua đời vì đột quỵ tại Thiên Tân, thọ 59 tuổi.